# Leibeigenschaft
Die Leibeigenschaft oder Eigenbehörigkeit bezeichnet eine vom Mittelalter bis in die Neuzeit in Europa verbreitete persönliche Verfügungsbefugnis eines Leibherrn über Leibeigene (auch genannt Eigenleute).
Sie entstand im Zusammenhang der feudalistischen Gesellschafts- und Wirtschaftsform des europäischen Mittelalters. Die durch die Leibeigenschaft entstehenden Belastungen waren ein Auslöser für Aufstände der ländlichen Bevölkerung, die sogenannten „Bauernkriege“, wie den Deutschen Bauernkrieg.
Leibeigene waren Diener eines Leibherrn, die dessen Land und Gut bewirtschafteten und nicht vom Gutshof des Leibherrn wegziehen durften. Sie durften auch nur mit Genehmigung des Leibherrn heiraten und unterlagen seiner Gerichtsbarkeit. Dabei hatten die Leibherren eine Fürsorgepflicht für ihre Leibeigenen. Dies äußerte sich bisweilen darin, dass der Leibherr seinen Leibeigenen das Studium ermöglichte.
Als Grundhörige werden hingegen ehemals freie Bauern bezeichnet, die sich freiwillig dem Grundherrn unterstellt und ihm ihr Land übergeben hatten. Sie wurden fortan als zu diesem Land „gehörend“, als Hörige, oder auch – je nach Region – als Lassen, Laten oder Liten bezeichnet. Grundhörige bewirtschafteten Grund und Boden ihres Grundherrn (Inwärtseigen) und schuldeten ihm als Gegenleistung Naturalabgaben sowie Hand- und Spanndienste. Letztere ähnelten den Diensten Leibeigener. Während Leibeigene personenbezogene Abgaben an ihre Herren zahlen mussten, waren die Abgaben der hörigen Bauern gutsbezogen. Es gab auch Überlappungen, wenn Leibeigene über geringfügigen Landbesitz verfügten und damit der Leibherr zugleich der Grundherr des Dienst- und Abgabenverpflichteten war.
Die Leibeigenschaft schloss Bürger einer Stadt nicht ein. Dort galt der Rechtsgrundsatz Stadtluft macht frei. Umgekehrt bedeutete der Aufenthalt oder die Zuwanderung in die Stadt nicht direkt die Freiheit. Die Leibeigenschaft verstetigte die Grundherrschaft, ähnlich wie die Erbuntertänigkeit, vergrößerte die Pflichten der Bauern und bewirkte eine doppelte Abhängigkeit der Bauern. Aufgrund ihrer unterschiedlichen Handhabung und Zwecksetzung bildet die Leibeigenschaft keinen einheitlichen Rechtsbegriff. Das Bild eines unter gleichförmigen Bedingungen vor sich hin vegetierenden Bauernstandes hat die Geschichtswissenschaft aufgegeben. Die Leibeigenschaft lag ihrer Ausgestaltung nach oft zwischen Sklaverei und Hörigkeit. Leibeigenschaft in Form der Gutsherrschaft im ostelbischen Deutschland wurde wie Sklaverei empfunden und ihr gleichgesetzt. Grundherrschaft und Leibherrschaft wurden in dem fast einhundertfünfzigjährigen Prozess der Bauernbefreiung in Deutschland abgelöst.
Diese Aussagen gelten für die ostelbischen Gebiete. Anderswo weichen die Verhältnisse oft stark davon ab.

## Wortherkunft
Das Wort stammt von der mittelalterlichen Formel mit dem lïbe eigen. Erst im 14. Jahrhundert war die Formulierung in Umschreibungen der Unfreiheit aufgekommen (arme lüte die mit dem libe nit ir aigen sind) und wurde im 15. Jahrhundert formelhaft, wobei es das noch bis ins 16. Jahrhundert verwendete eigen verdrängte.

## Bedeutung und einzelne Aspekte
Das Zusammenfallen von Grundherrschaft und Leibherrschaft, zu der auch die Gerichtsherrschaft, das Kirchenpatronat und die Polizeigewalt gehörte, ermöglichte beispielsweise in Schleswig und Holstein die Verstärkung der Grundherrschaft zur umfassenden Gutsherrschaft des ritterlichen Adels. In Württemberg diente die Leibeigenschaft zur Einziehung des Mortuariums – des besten Stückes Vieh beim Tod des männlichen Leibeigenen und des Bestkleids beim Tod der weiblichen Leibeigenen und zum Aufbau einer landesherrlichen, frühstaatlichen Territorialherrschaft des höheren Adels, aber nicht zur Bindung des Leibeigenen an eine frühkapitalistische Gutswirtschaft. Die Todfallabgaben wandelten sich im Gebiet des Heiligen Römischen Reiches Deutscher Nation zu Geldabgaben.
Evangelische Geistliche in hohen kirchlichen Würden konnten leibeigen sein. Leibeigene Bauern fungierten durchaus als Landtagsdeputierte. Die Leibeigenschaft wird heute nur noch durch Urkunden vermittelt. Eine typische Formulierung zur Bezeichnung der Leibeigenschaft in einem Kaufvertrag des Jahres 1363 lautet: „beide, luete und gutter und alle andre aygen luete und gueter, ez sin zinsluete, eigenluete oder vogtluete, die in vorbenannte statt, doerffer und wiler und darzue gehoeren.“

### Die Beteiligten
Grundherren waren hoher und niederer Adel, Klöster, Fürstbistümer (genauer: Hoch- und Erzstifte), weitere kirchliche Stifte oder auch Städte und ihre bürgerlichen Patrizier. Wobei es Fürstäbte und Reichsprälaten gab, die selbst aus leibeigenen Familien stammten.
Es gab verschiedene Gruppen von Leibeigenen; zu den privilegierteren gehörten die Hufner, denen Grundstücke verschiedener Größen überlassen waren: Voll-, Halb- und Viertelhufner. Sie waren grundhörig und hatten ein widerrufliches Besitzrecht an dem ihnen zur Bewirtschaftung überlassenen Boden. Sie waren auch frondienstpflichtig, aber nicht eigenhändig, und durften ihre Insten auf die Güter schicken. Der Hufner hatte selbständig zu wirtschaften, war Unternehmer und konnte es zu einem bescheidenen Wohlstand bringen.
Die Insten waren Leibeigene des Gutsherrn und Bedienstete des Hufners. Sie arbeiteten für ihn und leisteten die Frondienste des Hufners auf dem Gutshof eigenhändig ab. Sie hatten als Instenwohnung einen winzigen Grundbesitz zur Selbstversorgung, den Kohlhof. Zum Gesinde, das auch auf dem Gutshof wohnte und arbeitete, gehörten Jungen, Knechte und Mägde bis zum Großknecht; sie waren nur Kümmerexistenzen.
Ein Fundament der Leibeigenschaft und der Gutswirtschaft war die Gerichtsherrschaft. Die Gerichtsherrschaft erstreckte sich auf die Straf- und die Zivilgerichtsbarkeit; hinzu kam noch die Polizeigewalt des Gutsherrn. Ein weiterer Schwerpunkt der Leibeigenschaft waren die Dienstverpflichtungen.

### Die Dienstverpflichtungen
Die Hufner arbeiteten nur auf ihren eigenen Hufen, die Insten und das Gesinde auf dem Land des Gutes. Der Hufner hatte als Grundhöriger die Naturalabgaben zu leisten und die Bespannung bereitzustellen (Rossfron). Geschuldet waren hauptsächlich landwirtschaftliche Arbeiten. Zu den Spanndiensten gehörten das Pflügen und Eggen, aber auch Baufuhren und Kriegsfuhren. Das Bereithalten von Zugtieren (zum Beispiel Pferde und Ochsen) bedeutete auch, dass der Hufner mehr Zugtiere ernähren musste, als er selbst brauchte. Zwischen 1733 und 1804 scheiterten die Versuche des Besitzers eines Rittergutes in Sachsen, den grundhörigen Bauern eine Verpflichtung zum Abbau von Steinkohlen aufzuerlegen. In Sachsen erstreckte sich das Bergregal nicht auf die Steinkohle.
Die Fronen waren oft unangemessen; als angemessen galt die jeweils bisherige Übung. Geschriebenes Recht zur Bemessung der Fronen gab es nicht. Wer die Arbeiten nicht nach den Vorstellungen des Gutsherrn ausführte, konnte ohne Inanspruchnahme eines Gerichts körperlich gezüchtigt werden. Das Züchtigungsrecht war keine Kriminalstrafe, sondern Ausfluss der Dienstberechtigung des Gutsherrn.
Leibeigene konnten Eigentum erwerben und vererben. Es beschränkte sich meist auf bewegliche Habe. Leibeigene konnten bei Gutswirtschaft einen bescheidenen Wohlstand erreichen, aber kein Vermögen erwerben. Darlehensverpflichtungen durften Leibeigene nicht auf sich nehmen, wobei in den einzelnen Gebieten auch unterschiedliche Regeln bzw. Zustimmungserfordernisse der Grundherrschaft gelten konnten. Nur mit Einwilligung des Gutsherrn konnten Leibeigene ein Handwerk ausüben. Leibeigene konnten öffentliche Ämter bekleiden, wie das des Schultheißen einer mittleren Stadt. Auch dort, wo die Leibeigenschaft der Territorialstaatsbildung diente, wurde die Bezeichnung „Leibeigener“ als Schimpfwort aufgefasst.

### Örtliche Bindung an Grund- und Leibherrn
Heiraten durften Leibeigene nur mit Genehmigung des Gutsherrn und gegen eine Heiratsabgabe. Ohne Trauschein des Gutsherrn durften Pfarrer keine kirchlichen Trauungen vornehmen. Damit eine Ehe gegen den Willen des Gutsherrn nicht erzwungen werden konnte, war zumindest in Holstein auch Geschlechtsverkehr unter Ledigen verboten (was aber ohnedies auch schon nach den Regeln der Kirche verboten war). Die Eheschließung alleine ließ auch die Leibeigenschaft nicht wegfallen. In Württemberg durften Leibeigene eines Leibherrn untereinander heiraten. Überwiegend war die „ungenoßsame“ Ehe mit Leibeigenen eines anderen Leibherrn verboten. Bei der Frau bestand die Gefahr, dass sie mit dem Ehemann abzog und dem Leibherrn neben der Arbeitskraft die Erwartung auf die Kinder entging. Die Ehe war allerdings nicht unwirksam, sondern wurde mit einer Geldstrafe in Höhen des entgangenen Vorteils oder höher bestraft. Besonders in Orten mit mehreren Herren veranlassten die Eheverbote die bäuerliche Bevölkerung zur Ablehnung der Leibeigenschaft.
Ob das oft zitierte ius primae noctis (Recht der ersten Nacht), das vor allem in hoch- und spätmittelalterlichen Gedichten und Ritterromanen Westeuropas (Niederlande, Frankreich, Katalonien) sowie in anti-feudalen Schriften der Aufklärung, kaum aber in historischen Quellen vorkommt, jemals tatsächlich bestand, ist stark umstritten. Es soll aber nicht nur Leibeigenen, sondern allgemein gerichtspflichtigen Untertanen gegenüber geltend gemacht worden sein, in der Praxis vermutlich aber nur selten oder meist symbolisch.
Ein Wegzug vom Gut ohne Einwilligung des Gutsherrn war in Schleswig und Holstein nicht vorgesehen. Der Gutsherr hatte gegenüber Dritten ein Wiedereinforderungsrecht am Leibeigenen. Zwischen Territorialherren bestanden Auslieferungsverträge und andere Adlige, Städte, und Handwerkszünfte durften nur Leibeigene aufnehmen, die einen Losbrief oder Freibrief des Gutsherrn vorweisen konnten. In Württemberg wiederum gab es mehrfach neue Regeln: 1455 schien Wegzugsfreiheit geherrscht zu haben; der Wegziehende musste sich lediglich verpflichten, eine Mannsteuer zu bezahlen. 1523 betrug die Mannsteuer in einem Falle 36 Heller.
1495 gab es ein Wegzugsverbot aus dem Herrschaftsbereich des Leibherrn, 1514 eine allgemeine Erlaubnis zum Wegzug mit zwanzigjähriger Übergangsfrist. 1520 wurde diese Erlaubnis vorgezogen, 1537 wurde sie wieder zurückgenommen. 1551 wurde das Wegzugsrecht neu zugesagt und 1598 endgültig zurückgenommen. Das Wegzugsrecht bedeutete aber nicht, dass das Leibeigentum endete oder durch eine fremde Ortsherrschaft gebrochen wurde; es galt in Süddeutschland vielmehr der Grundsatz der Vorrangigkeit der Leibeigenschaft.
Abgaben des Leibeigenen, wie die Mannsteuer, durfte der Leibherr auch in ihm nicht gehörigen Orten einnehmen. Die Leibhennen, eine Naturalabgabe, mit der auch die Leibeigenschaft jährlich von neuem anerkannt wurde, wurden mit hohem Verwaltungsaufwand von Hühnervögten als „Fastnachthennen“ auch außerhalb der Grundherrschaft und Ortsherrschaft eingezogen und im Hühnerbuch eingetragen, ebenso die Mannsteuer.
Die Altersversorgung der Hufner gewährte der Gutsherr dadurch, dass der Hufner eine Altenteilskate auf seiner Hufe beziehen konnte, und sich selbst versorgen konnte. Arzt- und Medizinkosten hatte der Gutsherr zu übernehmen, der Aufwand hierfür blieb gering. Wo ein Kloster ein Spital eingerichtet hatte, konnte der Abt verpflichtet sein, kranke Eigenleute ins Spital aufzunehmen.
Nach Aufkommen des Schulwesens wurde seitens des Gutsherrn eine gering ausgestattete Schule eingerichtet; auf Voll- und Halbhufner, Insten, Kätner und Handwerker wurde die Naturalvergütung und der geringe Geldbetrag für den Lehrer umgelegt. Das Gesinde hatte nichts zu bezahlen.

### Verlust der Freiheit
Die Leibeigenschaft wurde durch die Geburt begründet; ausschlaggebend war der Stand der Mutter. Hatte ein Witwer Kinder aus mehreren Ehen, konnte dies sogar zur Wegnahme von Kindern führen. Gegen Gebühr händigten in manchen Reichsfürstentümern bereits die Lokalbeamten den leibeigenen Untertanen ihre formularmäßigen Freibriefe aus.
Freie konnten in Unfreiheit geraten. Die „Verjährung“ des freien Standes trat ein, wenn sich ein Freier in einer Gegend niederließ, wo die ländliche Bevölkerung leibeigen war. Selbst frei geborene Kinder wurden leibeigen, wenn ihre Eltern nach der Geburt leibeigen wurden. Wer sich als Freier nicht mehr wirtschaftlich halten konnte, konnte sich in Leibeigenschaft begeben. Um Wirksamkeit zu erlangen, musste diese Erklärung in einem Ergebebrief schriftlich abgegeben werden. Auch Masseneide nach vorgefertigten Mustern kamen vor, mit denen Untertanen sich verpflichteten, sich dem Leibherrn mit Leib und Gut nicht zu entfremden, in Württemberg 1282/1283 und 1296/1297, und in Basel 1499.
Die Aufhebung der Leibeigenschaft konnte durch Freilassung gegen Entgelt und nach Belieben des Gutsherrn erfolgen. Die Abwesenheit vom Gut hatte die Verjährung des Leibeigentums zur Folge. Bei Ledigen betrug die Frist 31 Jahre, sechs Wochen und drei Tage; bei Verheirateten zehn Jahre.
In Württemberg kam es in Ausnahmefällen zum Austausch von Leibeigenen zwischen einzelnen Leibherren, insbesondere in angrenzenden Territorien. Ein Wechsel kam auch auf Initiative von Leibeigenen vor, meist wenn sie heiraten und deshalb wegziehen wollten, aber kein Geld für einen Freikauf hatten.
Leibeigene konnten mit Gütern und auch einzeln verkauft werden. Meist verkaufte verarmender niedriger Adel Leibeigene an solventen höheren Adel.
Von der Leibeigenschaft zu unterscheiden ist das Heuerlingswesen.

### Abgrenzung von Sklaverei und Leibeigenschaft
Zur Abgrenzung der Sklaverei von der Leibeigenschaft gibt es im Wesentlichen drei Auffassungen, nämlich die der Unterschiedlichkeit, der Ähnlichkeit und der Identität von beiden.

#### Unterschiedlichkeit
Der historische Materialismus geht von einer entwicklungsgeschichtlichen Unterschiedlichkeit aus. Danach gehörte unter dem System der Sklaverei das gesamte erarbeitete Produkt dem Eigentümer des Sklaven, und dieser gab dann dem Sklaven soviel davon ab, dass er am Leben bleiben konnte. Unter dem Feudalismus geht zunächst dem Leibeigenen oder Grundhörigen das gesamte Produkt seiner Arbeit zu, jedoch muss er einen Teil an Sachgut oder Geld an den Feudalherrn abgeben. Dies bedeutet, dass nicht nur der Unterdrücker und Ausplünderer, sondern auch der Unterdrückte und Ausgeplünderte am Produkt beteiligt ist. Das Mehrprodukt geht mehr oder weniger an den Feudalherrn, aber die Tatsache, dass ein Teil des Produkts dem Hörigen zu Recht zukommt, und dieser Teil vielfach durch höhere Arbeitsleistung erhöht werden kann, macht das feudale System zu einem fortschrittlichen gegenüber dem antiken und erlaubt überhaupt zunächst seine Existenz.
Die in Mecklenburg, Vorpommern und Holstein herrschende Unterdrückung der Bauern im 18. Jahrhundert, die Lenin „Leibeigenensklaverei“ nannte, sei charakteristisch für die Phase des Niedergangs des Feudalismus. Diese Phase sei aber nur eine Art konterrevolutionärer Nachgeburt des Feudalismus und nicht wesensbestimmend.

#### Ähnlichkeit
Auch internationale Verträge und nationale Strafvorschriften, die diese umsetzen, gehen von der Verschiedenheit von Sklaverei und Leibeigenschaft aus, ordnen aber die gleiche Rechtsfolge an, nämlich ein absolutes Verbot. Nach dem Sklavereiabkommen vom 25. September 1926 ist Sklaverei der „Zustand oder die Stellung einer Person, an der die mit dem Eigentumsrechte verbundenen Befugnisse oder einzelne davon ausgeübt werden.“ Erst dreißig Jahre später fügt das Zusatzübereinkommen vom 7. September 1956 über die Abschaffung der Sklaverei die Legaldefinition für die Leibeigenschaft hinzu: „Leibeigenschaft ist die Lage oder Rechtsstellung einer Person, die durch Gesetz, Gewohnheitsrecht oder Vereinbarung verpflichtet ist, auf einem einer anderen Person gehörenden Grundstück zu leben und zu arbeiten und dieser Person bestimmte entgeltliche oder unentgeltliche Dienste zu leisten, ohne ihre Stellung selbständig ändern zu können.“
Vom Verbot der Sklaverei oder Leibeigenschaft sprechen Art. 4 der Allgemeinen Erklärung der Menschenrechte der Vereinten Nationen vom 10. Dezember 1948 und Art. 4 Abs. 1 der Europäischen Menschenrechtskonvention, ebenso Art. 5 Abs. 1 der 2009 ratifizierten Charta der Grundrechte der Europäischen Union. Eine Strafvorschrift zu Sklaverei und Leibeigenschaft enthielt von 1866 bis 2005 mit fast demselben Wortlaut der durchgehend gleich gezählte § 234 des Strafgesetzbuchs des Norddeutschen Bundes, des Deutschen Reichs und der Bundesrepublik Deutschland; von 2005 bis 2016 fand sich eine entsprechende Vorschrift in § 233 StGB, seit 2016 in § 232 StGB.

#### Identität
Die Identität von Leibeigenschaft und Sklaverei vertrat die öffentliche Meinung ab dem 18. Jahrhundert, und auch Art. 148 des Zweiten Teils, 7. Titels, vierten Abschnitts des Allgemeinen Landrechts für die Preußischen Staaten vom 5. Februar 1794 spricht davon, dass „die ehemalige Leibeigenschaft, als eine Art der persönlichen Sklaverey, auch in Ansehung der unterthänigen Bewohner des platten Landes nicht mehr statt findet.“ Der Historiker Michael Zeuske sieht in seinem Handbuch Geschichte der Sklaverei von 2013/2019 keinen Unterschied zwischen Leibeigenschaft und Sklaverei.

## Geschichte

### Entstehung
Schon im Altertum war bei den germanischen Stämmen der Unterschied zwischen Freien und Unfreien ausgeprägt. Die Entstehungsgründe der Unfreiheit waren Kriegsgefangenschaft oder Unterdrückung, die dann durch Geburt und Verheiratung weitergegeben wurde, und die freiwillige Ergebung, die bereits bei Tacitus Erwähnung findet.

### Frühformen von Grundhörigkeit und Leibeigenschaft im Frankenreich
Im Fränkischen Reich bildeten sich unter den Freien verschiedene Stände, und es gab bereits zur Zeit der Merowinger unter den Unfreien verschiedene Abstufungen. Danach ließen sich drei Stufen der Unfreien unterscheiden, die Ministerialen, die zins- und dienstpflichtigen Leute, die Grundhörigen, und die eigentlichen Unfreien, deren vollständige Unfreiheit durch die Abstammung von unfreien Eltern, durch Verheiratung mit einem Unfreien und durch die gerichtliche Überweisung insolventer Schuldner oder Verbrecher an den Gläubiger oder an die Verletzten, aber auch durch freiwillige Unterwerfung unter die Schutzgewalt eines Leibherrn begründet wurde.
Die Grundhörigen wirtschafteten als selbständige Bauern auf dem Land eines Grundherrn und hatten als Gegenleistung für die Überlassung des Landes und den Schutz Geld, Ackerfrüchte, und teilweise Handwerksprodukte zu liefern. Sie waren zur Mithilfe auf dem Herrenhof und zu Spann- und Fuhrdiensten verpflichtet. Die Belastung war dabei von Grundherrschaft zu Grundherrschaft unterschiedlich. Leibeigene arbeiteten als Gesinde auf dem Lande des Grundherrn. Ein Teil von ihnen erhielt aber auch Bauernstellen; dies konnte für den Grundherrn billiger sein. So konnten Leibeigenschaft und Grundhörigkeit zusammenfallen. Der Leibeigene hatte, wie ein selbständiger Bauer, Grundabgaben und Frondienste zu leisten. Eine Entlassung aus der Leibeigenschaft war möglich.
Schon im 9. Jahrhundert begannen Grundherrschaft und Leibeigenschaft stärker aufzutreten, auch weil vormals Freie eine Abhängigkeit vorzogen, um sich der persönlichen militärischen Dienstpflicht zu entziehen, die unter den Karolingern zunehmend in Anspruch genommen wurde. Freie Bauern schenkten und verkauften ihre Felder und Bauernstellen an Adlige oder Klöster, um dem ansonsten geschuldeten Heeresdienst zu entgehen, und wurden auf diese Weise zu Grundhörigen. Der Anteil der Grundhörigen und Leibeigenen vergrößerte sich; der Anteil der Freien sank. In der zweiten Hälfte des achten Jahrhunderts verfiel die Geldwirtschaft und es wurden nur noch kleine Münzen geprägt. Der Verlust des Geldes hatte im kollektiven Bewusstsein und in der Wirklichkeit die Naturalwirtschaft zur Folge. Selbst königliche Amtsträger erhielten kein in Geld bemessenes Salär, sondern stattdessen Nutzungsrechte an Grundbesitz. Diesen brachten die Herrscher von den Freien im achten und neunten Jahrhundert an sich. Seinen Wert erhielt der Grundbesitz erst durch dauerhaft gebundene menschliche Arbeit, welche nicht in Geld entlohnte Knechte, Mägde, Tagelöhner und Schnitter zu leisten hatten, sondern Grundhörige und Leibeigene.

### Leibeigenschaft in der organisierten Grundherrschaft
In manchen deutschen Territorien, darunter Mecklenburg, wurden nach dem Ende des Dreißigjährigen Krieges viele vorher freie oder hörige Bauern in die Leibeigenschaft gedrängt. Besonders in Mecklenburg kam es danach zum Bauernlegen großen Ausmaßes. Bauernhöfe wurden durch die ritterschaftliche Gutsherrschaft eingezogen und dem eigenen Grundbesitz einverleibt, die Bauern gerieten in Abhängigkeit. In Bern, Solothurn und Basel wurden zwischen 1500 und 1525 den Leibeigenen nach Bauernunruhen Freibriefe ausgestellt. Allerdings wurden sie schon 1532 veranlasst, ihre Freibriefe wieder zurückzugeben. Freilich schärfte sich in den Bauernkriegen der Blick dafür, dass ein gesellschaftliches Zusammenleben auch ohne Leibeigenschaft denkbar war. Vor allem die Heiratsbeschränkungen schürten den Unmut und waren eine wichtige Ursache für den Deutschen Bauernkrieg von 1524 bis 1526.

### Von der Grundherrschaft zum Territorialstaat
In Süddeutschland wurde teilweise das Wegzugsrecht gewährt und mit dem Grundsatz kombiniert, dass eine fremde Grund- und Ortsherrschaft das Verhältnis zum Leibherren nicht bricht. Dies erlaubte, dass der Leibherr Rechte aus seiner Leibherrschaft wie einzelne Dienstberechtigungen und Besteuerungsrechte auf fremdem Territorium geltend machen konnte. Ein gegenseitiges „Nachjagerecht“ wurde zwischen Basel und Solothurn 1430 vertraglich vereinbart.
Hatte ein Grundherr viele Leibeigene anderer Herren auf seinem Territorium, so floss aus seiner Ortsherrschaft Steuer- und sonstige Leistungskraft ab. 1534 lebten in der habsburgischen Ortsherrschaft Rheinfelden 470 Leibeigene der benachbarten Stadt Basel, während nur 70 Rheinfelder Leibeigene in Basel wohnten. Dieser Zustand war für Basel vorteilhaft, denn seine Leibeigenen in Rheinfelden durften keinen Krieg gegen Basel führen und schieden für eine militärische Auseinandersetzung aus. Für Rheinfelden war der Abfluss an Leistungskraft so erheblich, dass es Basel die Leibeigenen gegen vier Dörfer abkaufte. Basel konnte auf diese Weise sein Territorium vergrößern. Die mindermächtigen Ortsherrschaften wurden durch fremde Leibeigene daran gehindert, geschlossene Verwaltungsräume zu schaffen. Die mächtigeren Ortsherrschaften konnten auf ihrem Gebiet im Laufe der Zeit immer mehr Hoheitsrechte bis hin zu Formen der Souveränität erwerben.
Im 17. und 18. Jahrhundert, als die Heiratsbeschränkungen faktisch kaum mehr existierten, gab es nur noch wenig Widerstand gegen die Leibeigenschaft. Es konnte sogar vorkommen, dass Leibeigene Angebote zur Ablösung ihrer Leibeigenschaft ausschlugen, obwohl sie dazu finanziell ohne weiteres in der Lage gewesen wären. Vor allem in Gebieten mit starker territorialer Zersplitterung, z. B. in Oberschwaben, erwies sich der juristische Schutz als wichtige Absicherung. Da die Leibeigenschaft eine gegenseitige Verpflichtung war, konnte sie nicht gegen den Willen des Leibeigenen aufgekündigt werden. Wenn jemand nicht in der Lage war, die Todfallabgaben aufzubringen, zeigten sich die Herrschaften in aller Regel kulant, indem sie Nachlässe gewährten, ganz verzichteten oder die Todfallabgabe durch eine symbolische Handlung (z. B. Wallfahrt) abgelten ließen. Bei schlechten Ernten waren die Gutsherren verpflichtet, ihre Leibeigenen zu konservieren, d. h. zu unterhalten und wenn nötig mit neuem Saatgut zu versorgen. Der Leibeigenenmord von Bürau machte 1722 aber auch deutlich, wie rechtlos und den Launen ihrer Herren preisgegeben die Leibeigenen noch im 18. Jahrhundert waren: Der Gutsherr Heinrich Rantzau auf Bürau hatte die Frau, den Sohn und den Knecht eines vermeintlich straffälligen, aber entwichenen Untertanen totprügeln lassen. Dies muss allerdings als extreme Ausnahme gesehen werden, da der Grundherr auch für Rechtsverstöße gegen seine Untergebenen zur Rechenschaft gezogen werden konnte.

### Ende der Leibeigenschaft/Eigenbehörigkeit

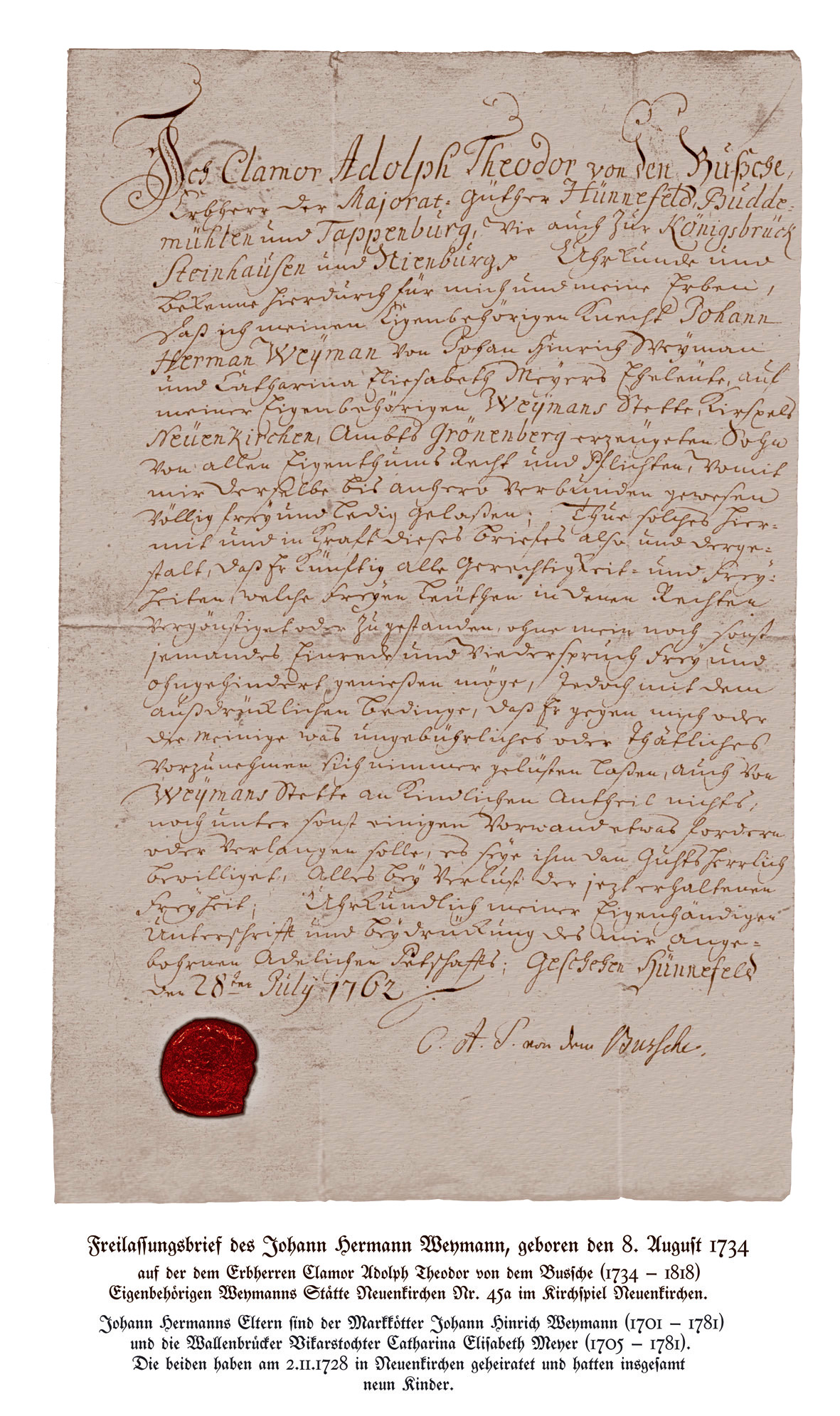
Freilassungsbrief des Johann Hermann Weymann 1762 aus der Eigenbehörigkeit

Im Zuge der Feudallastenablösung wurde die persönliche Leibeigenschaft in Deutschland ab Anfang des 19. Jahrhunderts meist als erste Feudalverpflichtung aufgehoben. Länger blieb die Grundherrschaft mit ihren Fronen und Naturalabgabeverpflichtungen erhalten, weil diese als Gegenleistung für die Nutzung des Bodens und der Höfe des Grundherrn angesehen wurden.
Ausgangspunkt der Feudallastenablösung war in Deutschland die Wahrnehmung des gesunkenen Wohlstandes nach dem Siebenjährigen Krieg (1756–1763), und den Missernten und Preissteigerungen in den Jahren 1771 und 1772. Die beiderseitigen Beschränkungen in den Rechtsverhältnissen zwischen Bauern und Feudalherren wurden für ein großes Hindernis für die Wiederherstellung der Landwirtschaft gehalten. Außerdem hatten praktische Versuche wie die des Hans Graf zu Rantzau bewiesen, dass die Bauernbefreiung auch für den Gutsherrn ökonomisch vorteilhaft war, weil durch Pacht ein sichereres Einkommen zu erlangen war als durch den Verkauf der landwirtschaftlichen Produkte bei gleichzeitiger Unterhaltung der Leibeigenen auch bei Arbeitsunfähigkeit.
Die Ziele der Reformer waren unterschiedlich und teilweise gegenläufig. Die einen beabsichtigten, die schon bestehenden Güter zu einer kapitalistisch-großbetrieblichen, fast industriellen Landwirtschaft nach englischem Vorbild umzuformen. Die anderen wollten einen fest angesessenen, zahlreichen, wohlhabenden mittelständischen Vollbauernstand als Stütze und Hauptkraft des Landes. Die Wirkung der Reformen lässt sich nicht eindeutig bestimmen, weil sich ab 1850 die nicht vorhergesehene Industrialisierung durchsetzte und einen großen Bedarf an Landesprodukten auslöste, ebenso einen großen Bedarf an Arbeitskräften, die in der Landwirtschaft freigesetzt wurden.
Die Aufhebung der Leibeigenschaft geschah unter anderem auch mit Freilassungsbriefen, die der jeweilige Landesherr an den Freizulassenden richtete. Teilweise wurde die Leibeigenschaft aber auch nur für ablösbar erklärt und es konnte entweder der Leibeigene oder für ihn der Staat die Verpflichtung zur Zahlung einer Entschädigungssumme für die entgehenden Leistungen an den früheren Leibherren übernehmen. Nach der Aufhebung der Leibeigenschaft wurde das Verhältnis zum Gutsbesitzer häufig in einen Erbpachtvertrag umgewandelt.
Am längsten und am strengsten erhielt sich die Leibeigenschaft in Russland und Rumänien. In Russland wurde ihre Aufhebung erst unter Zar Alexander II. vorbereitet, nachdem frühere Versuche unter den Zaren Alexander I. und Nicolaus I. die Aufhebung nur wenig gefördert hatten. Die Aufhebung der Leibeigenschaft in Russland erfolgte im Jahre 1861. In Rumänien wurde die Leibeigenschaft im Jahre 1863 abgeschafft.
Freie Bauern in dem Sinne, keine Leibeigenen oder Eigenleute zu sein, waren in Tirol bereits im ausgehenden Mittelalter die gesellschaftliche Norm.

## Leibeigenschaft in Deutschland

### Baden
In der oberen Markgrafschaft Baden-Durlach gab es überall die Leibeigenschaft.
Die Markgräfler Bauern beendeten ihre Teilnahme am Deutschen Bauernkrieg 1525 mit einem Vertrag in dem Markgraf Ernst die mit der Leibeigenschaft verbundenen Abgaben milderte.
1783 folgte der badische Markgraf Karl Friedrich dem Vorbild Kaiser Josephs II. und hob die Leibeigenschaft in der Markgrafschaft Baden auf.

### Braunschweig
Im Fürstentum Braunschweig-Wolfenbüttel wurde die Leibeigenschaft 1433 aufgehoben.

### Bayern
In Altbayern (Ober- und Niederbayern) gab es drei verschiedene Ausgestaltungen der Leibeigenschaft: die Personal-Leibeigenschaft, die von Vater oder Mutter ererbt wurde, oft mit der Folge, dass einzelne Familienmitglieder frei und andere leibeigen waren. In einigen Gegenden Bayerns gab es eine zweite Form, die Real-Leibeigenschaft, bei der die Anwesensbesitzer Leibeigene ihres Grundherrn waren. Bei der dritten Form, der lokalen Leibeigenschaft, war im Grundsatz jeder Untertan Leibeigener des bayerischen Landesherrn.
Für alle drei Formen gilt: Die Leibeigenschaft in Bayern war eine rein finanzielle, teilweise auch eine Arbeits-Belastung, ohne weitere Abhängigkeit des Leibeigenen vom Grundherrn. Leibeigene in Bayern waren Untertanen wie Freie auch. Sie konnten eigenes Vermögen besitzen und vererben, Verträge schließen, nach eigener Entscheidung wegziehen und ihren Ehegatten frei wählen. Wie Freie zahlten sie Steuern und hatten Zugang zu den Gerichten. Die Leibeigenschaft hatte hier nichts mit Sklaverei oder Hörigkeit zu tun. Den Verpflichtungen der Leibeigenen stand ursprünglich eine Fürsorgepflicht des Leibherrn gegenüber, die noch im 17. Jahrhundert gelebt wurde.
Die am Ende des Mittelalters im Herzogtum Bayern, mit Ausnahme der Oberpfalz, noch weit verbreitete Leibeigenschaft ging während der nächsten Jahrhunderte kontinuierlich zurück. Vor allem durch Freikauf oder Heirat eines freien Gatten, da bei gemischten Ehen meist der Stand einer freien Mutter ausschlaggebend für den Stand der Kinder war. Aber auch Töchter folgten oft einem freien Vater. Eine Leibeigenschaft, die durch Niederlassung entstand, gab es nur in wenigen Gebieten. Durch landesweite Erhebungen 1799 und 1803 lässt sich der Anteil der Leibeigenen an der Bevölkerung auf etwa 2 % schätzen. In der Verfassung des Königreichs Bayern von 1808 sowie in dem Organischen Edikt vom 31. August 1808 wurde die Leibeigenschaft, wo sie im Königreich noch bestand, ohne Entschädigung aufgehoben.

### Hannover
Im Königreich Hannover wurde sie 1833 aufgehoben.

### Hessen
Im Großherzogtum Hessen wurde die Aufhebung der Leibeigenschaft per Gesetz vom 25. Mai 1811 verordnet und zum 13. Juli 1813 rechtskräftig. Es wurde eine Entschädigungsleistung der ehemaligen Leibeigenen an die vormaligen Leibherren vorgesehen. Die Unfreiheit in Form einer als Leibeigenschaft bezeichneten rein persönlich bedingten Abhängigkeit war in den Gebieten der Provinzen Oberhessen und Starkenburg milde ausgeprägt. Dies äußerte sich darin, dass dem hessischen Landesherr leibeigene Personen lediglich Abgaben und bestimmte Fronden zu leisten hatten. Leibeigene Untertanen hatten die freie Disposition über ihr Vermögen inne und verfügten über dieselben staatsbürgerlichen Rechte wie freie Untertanen.
Die mittelalterliche Grundherrschaft, zu der neben dem feudalen Eigentum an Grund und Boden die Leibherrschaft gehörte, existierte in Hessen nur dem Namen nach. Wie im südwestdeutschen Raum üblich bildeten Grund- und Leibherrschaft lediglich die Rechtsgrundlage für den Bezug von Grund- und Leibrenten. Die Fron war im 18. Jahrhundert weitestgehend in eine unveränderliche Geldabgabe verwandelt worden.
Gutsherrschaft wie im ostelbischen Deutschland war im südwestdeutschen Raum, wozu Hessen gehörte, völlig unbekannt, da die adelige Patrimonialgerichtsbarkeit kaum ausgeprägt war und die vorhandene adelige Grundherrschaft in Hessen einer starken landesherrlichen Steuerung unterlag. Hinzukommend betrieben die Landgrafen der kasselischen sowie darmstädtischen Linie einen wirksamen Bauernschutz. 1747 erhielt die Landgrafschaft Hessen-Darmstadt das unbeschränkte Appellationsprivileg (Privilegium illimitatum de non appellando). Übergriffigkeiten durch den Staat wurden weiterhin im Rahmen eines Untertanenprozesses vor dem Reichskammergericht verhandelt.
Für die betroffenen Bauern war die mit moderaten Abgaben einhergehende Leibeigenschaft im Alltag praktisch nicht spürbar und damit problemlos. Zur Zeit der Reformation beschwerten sich die Bauern bei Landgraf Philipp I. von Hessen über die Willkür der landesherrlichen Beamten jedoch nicht über die milde Leibeigenschaft. 1699 wurde verordnet, dass der Loskauf aus der Leibeigenschaft in allen Gebieten Hessen-Darmstadts ein und derselben staatlich festgesetzten Taxe unterlag. Eine Frau zahlte 30 Reichstaler, ein Mann 20 Reichstaler. Ermäßigt erlegten Männer 14 Reichstaler und Frauen 18 Reichstaler Mannumissionsgeld.
Bereits eine 1514 vorgenommene Visitation der Obergrafschaft Katzenelnbogen beförderte keine Beschwerden über die Leibeigenschaft zu Tage, da sie anscheinend als nicht verpflichtend betrachtet wurde. Besagte Obergrafschaft, in der die dem Territorialitätsprinzip entsprechende Lokal-Leibeigenschaft herrschte, war in hohem Maße von bäuerlichem Eigentum geprägt. Dem Adel war das Bauernlegen in Hessen seit 1545 verboten. Eine durch Staatsvertrag zwischen mehreren Territorien vereinbarte Freizügigkeit der Untertanen hatte zur Folge, dass die Leibfreiheit bei Umzug in Dörfer und Städte dieser Territorien unentgeltlich erteilt wurde. Ein solcher Freizügigkeitsvertrag bestand beispielsweise zeitweilig zwischen Hessen-Darmstadt, der Grafschaft Erbach und der Herrschaft Breuberg. Die Leibeigenschaft hatte damit in Hessen-Darmstadt, dem nachmaligen Großherzogtum Hessen eine rein fiskalische und territoriale Bedeutung.

### Schleswig und Holstein
1686 verurteilte der ehemalige Reichshofrat und Besitzer der holsteinischen adligen Güter Schmoel, Hohenfelde und Oevelgönne, Christoph von Rantzau als Gerichtsherr 18 seiner Untertanen wegen Hexerei zum Tode und ließ sie unter Missachtung wesentlicher Verfahrensvorschriften hinrichten. Am 19. Juli 1688 stellte Christoph Rantzau für die Leibeigenen der drei ihm gehörenden Güter Freibriefe aus, wonach diese auf ewig freigelassen sein sollten. Die Freilassung konnte als Zeichen der Reue und Wiedergutmachung empfunden worden sein und Rantzau hätte diese Wirkung beabsichtigt haben können. Am 6. September 1690 wurde Rantzau wegen gravierender Mängel beim Verfahren seiner Hexenprozesse zu einer Geldstrafe von 24.000 Reichstalern verurteilt.
1695 verkaufte Rantzau alle drei Güter an seinen Standesgenossen Dernath und nahm im Kaufbrief die Freilassungsbestimmungen von 1688 zurück. Das von den Schmoeler Leibeigenen deswegen angerufene, in Kiel und Rendsburg tagende Landgericht vertrat die Ansicht, dass der Kaufbrief von 1695 dem Freibrief vom 19. Juli 1688 vorgeht, und eine Untersuchungskommission auf Antrag der Leibeigenen von Schmoel feststellen soll, ob sie berechtigte Beschwerden außerhalb des Kaufbriefs hätten. In weiteren Instanzen, darunter dem Reichskammergericht in Wetzlar, wurde die materielle Rechtslage nicht noch einmal untersucht und es blieb dabei, dass die Freilassungsbestimmungen von 1688 aufgehoben waren.
Im Herzogtum Holstein war Hans Graf zu Rantzau der erste holsteinische Gutsherr, der für seine Bauern seit 1739 Schritt für Schritt die Leibeigenschaft auf Dauer abschaffte. Andere Gutsherren folgten seinem Vorbild. Im übrigen Holstein und im als Reichs- und Königslehen zu Dänemark gehörenden Herzogtum Schleswig wurde die Aufhebung der Leibeigenschaft durch Beschluss der Ritterschaft in beiden Provinzen zu Anfang des Jahrs 1796 eingeleitet. Nach Aufforderung an sämtliche Gutsbesitzer wurde sie tatsächlich beschlossen, dem König angezeigt und durch die erfolgte Resolution vom 30. Juni 1797 sanktioniert, so dass mit Ende des Jahrs 1804 auch wirklich die völlige Aufhebung erfolgte.

### Lippe
Am 27. Dezember 1808 unterschrieb die Fürstin Pauline zur Lippe die Verordnung zur Aufhebung der Leibeigenschaft im Fürstentum Lippe. Die Verordnung trat am 1. Januar 1809 in Kraft.

### Mecklenburg
Im Mittelalter gab es in Mecklenburg ein selbständiges Bauerntum und es bestanden Erbpachthöfe. 1607 wurde den Bauern im ritterschaftlichen Landesteil auf dem Landtag in Güstrow das bisher gewohnheitsmäßig genutzte Erbzinsrecht abgesprochen. Bauernhufen gehörten fortan den Gutsherren der Ritterschaft, wenn der Bauer sein Erbzinsrecht nicht schriftlich belegen konnte. Dies war jedoch nur selten möglich, da die Erbzeitpacht seit Jahrhunderten gewohnheitsrechtlich bestand und niemand sich gezwungen sah, Urkunden anzulegen. Die Verankerung der Leibeigenschaft in Mecklenburg begann gegen Ende des Dreißigjährigen Krieges, welcher den Grundstein zum völligen Niedergang des mecklenburgischen Bauernstandes legte. So findet sich der Begriff „leibeigen“ in einer von Adolf Friedrich I. von Mecklenburg herausgegebenen „Gesinde- und Bauernordnung“ von 1645.
Nach dem Krieg versuchten die Herzöge die Wirtschaft des Landes, welche überwiegend aus der Landwirtschaft bestand, wieder aufzubauen. Allerdings konnte nur etwa ein Viertel der verlassenen und verwüsteten Bauernstellen wieder besetzt und bewirtschaftet werden. Die Gutsherren konnten sich leicht gegen den stark dezimierten und ökonomisch ruinierten Bauernstand durchsetzen und das Bauernrecht verschlechtern. Die weitgehende Entvölkerung des Landes führte zum Bauernlegen in großem Ausmaß – Bauernhöfe wurden durch die ritterschaftliche Gutsherrschaft eingezogen und dem eigenen Grundbesitz einverleibt. 1646 wurde die Mecklenburgische Gesindeordnung erlassen und 1654 erweitert, darin hieß es:
„Von Bauersleuten und deren Dienstbarkeit und Ausfolgung.
§1 Ordnen und setzen Wir, nachdeme die tägliche Erfahrung bezeuget, daß die Bauersleute und Untertanen, Mannes und Weibspersonen, sich diese Zeit vielfältig unterfangen, sich ohn ihrer Herren und Obrigkeit Verwissen und Bewilligung zusammenzugesellen, zu verloben und zu befreien, solches aber, weil sie ihrer Herrschaft dieser Unser Lande und Fürstentume kundbaren Gebrauche nach mit Knecht- und Leibeigenschaft samt ihren Weib und Kindern verwendet und daher ihrer Person selbst nicht mächtig, noch sich ohn ihrer Herren Bewilligung ihnen zu entziehen und zu verloben, einiger Maßen befüget. Daß wir demnach solches angemaßtes heimliches Verloben und Freien der Bauerleute gänzlich hiemit wollen verboten und abgeschaffet haben.“
Damit hatte der Bauernstand zum größten Teil seine Freiheit verloren und es kam zur rechtlichen Verankerung der Leibeigenschaft. Demnach durften die Bauern ihre Arbeitsstelle nicht mehr ohne Genehmigung des Gutsherrn verlassen. Eine Heirat war ebenfalls nur mit Genehmigung des Gutsherren möglich.
Im frühen 18. Jahrhundert erreichte der Konflikt zwischen dem Landesherrn und den Landständen einen neuen Höhepunkt. 1708 hatte der Mecklenburg-Schwerinische Herzog Friedrich Wilhelm eine „Consumptions- und Steuerordnung“ zur Überwindung der Kriegsfolgen sowohl des Dreißigjährigen Krieges (1618 bis 1648) als auch schon des Nordischen Krieges (1700 bis 1721) eingeführt. Neben der Besteuerung der Ritterschaft und der Geistlichen beinhaltete die „Consumptions- und Steuerordnung“ die Abschaffung der leibeigenschaftlichen Abhängigkeit der Bauern von ihren Grundherren. Die Leibeigenschaft der Bauern sollte in eine Vererbpachtung umgewandelt, Frondienste sollten durch Geldleistungen ersetzt werden.
Sein Bruder und Nachfolger Karl Leopold suchte dies mit großer Härte gegen die Ritterschaft sowie gegen die mit ihr verbündete Seestadt Rostock durchzusetzen. Er forderte die Stände auf, ihm zum Aufbau eines stehenden Heeres zusätzliche Steuern zu bewilligen, zwang dann den Rostocker Rat zum Verzicht auf seine Privilegien und trieb seine Steuerforderungen gegenüber der Ritterschaft rücksichtslos ein. Mecklenburg-Schwerin war während des Nordischen Krieges Aufmarschgebiet und Kriegsschauplatz, und mit Hilfe eines stehenden Heeres beabsichtigte Karl Leopold den Aufenthalt fremder Truppen in Mecklenburg-Schwerin zu beenden.
Dadurch entstand ein scharfer Gegensatz zwischen dem Herzog und den Ständen.
Nach Klagen der mecklenburgischen Landstände vor Kaiser Karl VI. gegen Karl Leopolds Rechtsbrüche und autokratische Bestrebungen wurde 1717 die Reichsexekution gegen den Herzog verhängt. Da eine Beilegung des Konfliktes auch nach der Aufhebung der Reichsexekution (1727) zunächst misslang, wurde Karl Leopold schließlich 1728 vom Reichshofrat zugunsten seines Bruders Christian Ludwig II. abgesetzt. In Mecklenburg-Strelitz bemühten sich die Landstände, den künftigen Thronfolger als Gewährsmann ihrer Sache zu gewinnen. Der Ausgang des Strelitzschen Thronfolgestreits von 1752/53 bewirkte die weitere Stärkung der Landstände.
Die politische und administrative Zersplitterung des Landes verschärft sich immer mehr. Die Macht der Herzöge ging immer mehr verloren und Leidtragender war die Bevölkerung.
Am 18. April 1755 wurde gemäß den Festlegungen des Hamburger Vergleichs von Herzog Christian Ludwig II., dem Regenten des Landesteils Schwerin, mit Vertretern der Landstände Landesgrundgesetzliche Erbvergleich (LGGEV) in Rostock abgeschlossen. Für den Landesteil Strelitz wurde der Vergleich am 11. Juli 1755 durch dessen Regenten, Herzog Adolf Friedrich IV. ratifiziert. Das 25 Artikel und 530 Paragraphen umfassende Vertragswerk bildete in der Folgezeit den Rahmen für alle gesellschaftlichen, politischen, wirtschaftlichen und kulturellen Entwicklungen in beiden mecklenburgischen Landesteilen und blieb als Grundgesetz der landesständischen Verfassung (in Mecklenburg-Schwerin mit kurzer Unterbrechung 1849/50) bis zum Ende der Monarchie 1918 geltendes Recht.
Der Abschluss des LGGEV stellte im Grunde einen Kapitulationsakt der fürstlichen Landesherrschaft in Mecklenburg dar. Christian Ludwig II. musste sich 1755 einem weitgehenden Verfassungsdiktat der Landstände beugen, die in diesem Vertragswerk vor allem ihre Rechtspositionen durchsetzten. Der 19. Artikel mit der Überschrift „Von den Leibeigenen Unterthanen der Ritter- und Landschaft“ enthielt in den §§ 325 bis 336 Vorschriften, die zur erneuten rechtlichen Verankerung der Leibeigenschaft der Bauern führten. Die Vorschriften beinhalteten vor allem Befugnisse der ritterschaftlichen Gutsherren gegenüber den Bauern. Die §§ 325 und 326 LGGEV verpflichteten die Bauern unter Berufung auf die Reversalen von 1621 erneut, den Gutsherren alle Hufen, Äcker und Wiesen abzutreten, für die sie ihre Erbzinsgerechtigkeit nicht nachweisen konnten, und räumten den Bauern keinerlei eigenes Besitzrecht an den von ihnen bewirtschaften Flächen ein. In § 334 wurde das Bauernlegen zur Vergrößerung des eigenen Gutshofes offiziell legitimiert:
§ 334. Was die Verlegung und Niederlegung der Bauren anlanget; So wollen Wir die Ritter- und Landschaft inclusive der Clöster und der Rostockschen Gemeinschafts-Oerter, bey ihrem Landsittlichen Eigenthums-Recht über ihre Leibeigene Guts-Unterthanen, und deren innhabendes Ackerwerk und Gehöfte, unbeschwert lassen, mithin ist und bleibt die Verlegung und Niederlegung einem jeden Guts-Herrn, der Gestalt frey und unbenommen, daß er den Bauren von einem Dorf zum andern zu setzen, und dessen Ackerwerk zum Hof-Acker zu nehmen, oder sonst dasselbe zu nützen, Fug und Macht haben soll;…
Lediglich die Niederlegung ganzer Dörfer bedurfte der Zustimmung des Landesfürsten, damit es zu keiner vollständigen Verarmung ganzer Landstriche kam:
§ 336. So viel aber die gänzliche Niederlegung der Dörfer und Baurschaften betrift, aus welcher Verarmung und Verminderung der Unterthanen entstehet; So soll solche eigenmächtige Niederlegung eines Dorfs, an sich in der Regul gänzlich verboten, hingegen ein jeder Eigenthums-Herr schuldig seyn, solches sein Vorhaben jedesmal zuerst dem Engern Ausschuß anzuzeigen, welcher so dann an Uns davon seinen gutachtlichen Bericht erstattet, damit Wir darauf, wegen einer solchen, bey einem Gut vorgehenden in das allgemeine Beste einschlagenden Haupt-Veränderung, die Nothdurft weiterer Landes-Fürstlich verfügen können.
Bauernlegen und die Hörigkeit der Hintersassen dienten vor allem der Sicherung der ökonomischen und sozialen Grundlagen der Ritterschaft in dem ständischen System. Anschließend kam es erneut zu Bauernlegen in großem Umfang.
Im Jahre 1816 hob Georg Ferdinand von Maltzan auf Penzlin als erster Gutsherr in Mecklenburg die Leibeigenschaft auf seinen Gütern auf, trotz der Proteste seiner Standesgenossen. 1822 wurde die Leibeigenschaft in ganz Mecklenburg rechtlich abgeschafft und die Bauern wurden von ihren Verpflichtungen gegenüber ihren Landherren befreit. Die Gutsherren erhielten jedoch ein Kündigungsrecht und die Bauern verloren ihr vorher durch Geburt erworbenes Heimatrecht. In Mecklenburg fehlte das Recht der freien Ansiedlung. Wegen der Unvollkommenheit des Gesetzes und des Fehlens eines Freizügigkeits- und Niederlassungsrechts konnten die Bauern zunächst keine wirkliche Freiheit und wirtschaftliche Selbständigkeit erlangen.

### Nassau
Im Herzogtum Nassau wurde die Leibeigenschaft 1808 aufgehoben.

### Oldenburg
Im Herzogtum Oldenburg erfolgte die Aufhebung 1814.

Edikt des Schwedenkönigs zur Aufhebung der Leibeigenschaft von 1806

### Pommern
Für Pommern ist eine Teilung über Jahrhunderte zu konstatieren. Das betrifft auch die Fragen der Leibeigenschaft. 1616 wurde für das Herzogtum Pommern-Stettin die Bauern- und Schäferordnung erlassen, die die Leibeigenschaft und das Bauernlegen manifestierte. Für das Herzogtum Pommern-Wolgast wurde die gleiche Ordnung aber erst 1646 eingeführt. Nach dem Dreißigjährigen Krieg setzte sich die Unterschiedlichkeit fort, das wurde aber erst später sichtbar. Vorpommern kam an Schweden und Hinterpommern an Brandenburg/Preußen. Nach den Verschiebungen von 1720 verkleinerte sich das Gebiet von Schwedisch-Vorpommern noch weiter. Für den preußischen Teil Pommerns, einschließlich des so genannten Alt-Vorpommern, kam das preußische Recht zur Anwendung und damit die Anwendung der Leibeigenschaft. → Siehe Preußen.
Einen anderen Weg ging Schwedisch-Vorpommern. Kurz bevor sich durch die napoleonische Eroberung das Heilige römische Reich deutscher Nation auflöste, führte der schwedische König das schwedische Recht ein. Dazu gehörte auch die Aufhebung der Leibeigenschaft. Durch die napoleonischen Kriege wurde aber die Ausführung bis nach 1815 verzögert, zumal es große Widerstände seitens der Grundherren gab. Dann aber trat für diesen Rechtsbereich das preußische Recht in Kraft, sonst gab es ja für diesen pommerschen Teil (Regierungsbezirk Stralsund) noch lange ein gesondertes Recht.

### Preußen
Bereits das allgemeine preußische Landrecht von 1794 bezeichnete die Leibeigenschaft als unzulässig. Im Königreich Preußen wurde die Erbhörigkeit, Erbuntertänigkeit und Leibeigenschaft nach jahrzehntelanger stufenweiser Beseitigung erst 1807 durch Erlass des Königs im Zuge der Preußischen Reformen (Oktoberedikt) mit Wirkung zum Martinstag 1810 endgültig abgeschafft. Durch das Regulierungsedikt vom 14. September 1811 wurde die Eigentumsverleihung der Bauernhöfe und die Abschaffung der Naturaldienste ausgesprochen.

### Sachsen
Das Kurfürstentum Sachsen gehörte in den Geltungsbereich der mitteldeutschen Grundherrschaft. Die Elemente persönlicher Unfreiheit waren geringer als in den Agrarverfassungen anderer Landesherrschaften. Die Verpflichtungen der Bauern waren mehr von der Inanspruchnahme des ihnen nicht gehörenden Grund und Bodens geprägt als von persönlicher Unfreiheit. Leibeigenschaft als Rechtsinstitut gab es nicht. Im Jahre 1550 gehörten 287.000 von 550.000 Einwohnern zur ländlichen Bevölkerung. 73 Prozent der Landbevölkerung waren Bauern auf ungefähr 43.000 Bauernstellen. Zu den unterbäuerlichen Schichten gehörten mit acht Prozent der Landbewohner Gärtner und Häusler und 18 Prozent Hausgenossen (Insten). Grundherren waren ein Prozent der Landbevölkerung. Größter Grundeigentümer war der kurfürstliche Landesherr; seine größeren Güter waren die Kammergüter. Es gab gegen Ende des 18. Jahrhunderts im Kurfürstentum Sachsen 1077 meist adelige Grundherren. Sie übten die Lehens-, Erb- und Gerichtsherrschaft aus.
Die einzelnen Grundherren betrieben meist bescheidenere Eigenwirtschaften. Im 16. und 17. Jahrhundert wurden die Eigenwirtschaften vergrößert, weil die Grundherren selber produzieren wollten, um Geldgewinne zu erzielen. Dabei kam es zu einem vom Kurfürsten als Territorialherrn stark eingedämmten „Bauernlegen“, an dem er sich aber als Grundherr selbst beteiligte. Die Arbeitsleistungen auf dem Gut wurden von den grundhörigen Bauern erbracht. Die „Rittergüter“ genannten Gutswirtschaften hatten eine Größe von 50 bis 300 Hektar. Der größte Teil der landwirtschaftlichen Nutzfläche wurde aber von der bäuerlichen Bevölkerung selbst bewirtschaftet. Die Frondienste wurden auf den größer werdenden Gütern zu Lasten der grundhörigen Bauern verlängert und auf neue Arbeiten erstreckt, so dass sie zunehmend als drückend empfunden wurden. Der Jurist Johann Leonhard Hauschild bezeichnete die Frondienste deshalb 1771 in einer Monographie als Leibeigenschaft und forderte ihre Regulierung und Verminderung durch den kursächsischen Landesherrn.
Die Verschlechterung der Lebensverhältnisse nach 1788 und die Zerstörung der Landwirtschaft durch den Siebenjährigen Krieg führten zu einem Gesetz über die Ablösung der Fronen und Dienste, das 1832 in Kraft trat.

### Westfalen
Im Königreich Westphalen, dass 1803 zum Großherzogtum Hessen gelangte, erfolgte die Aufhebung der ihrem Charakter nach der Hörigkeit entsprechenden Leibeigenschaft 1808.

### Wied
Die Aufhebung der Leibeigenschaft im Fürstentum Wied erfolgte 1791. Nach einem verlorenen Untertanenprozess hätte der regierende Fürst Friedrich Karl mehrere 100.000 Reichstaler an seine Bauern zahlen müssen. Da er den Betrag nicht aufbringen konnte, stimmte er stattdessen der Aufhebung der Leibeigenschaft zu.

### Württemberg
Im Spätmittelalter war die Leibeigenschaft in der Grafschaft Württemberg der gewöhnliche Rechtszustand der nichtadligen Bevölkerung. Ihre Aufhebung im Königreich Württemberg erfolgte 1817 entschädigungslos. 1669 war ein Prälat dem Kloster Maulbronn leibeigen. Weiterhin sind leibeigene Bauern als Ständevertreter auf den altwürttembergischen Landständen bezeugt.

## Leibeigenschaft in anderen Ländern

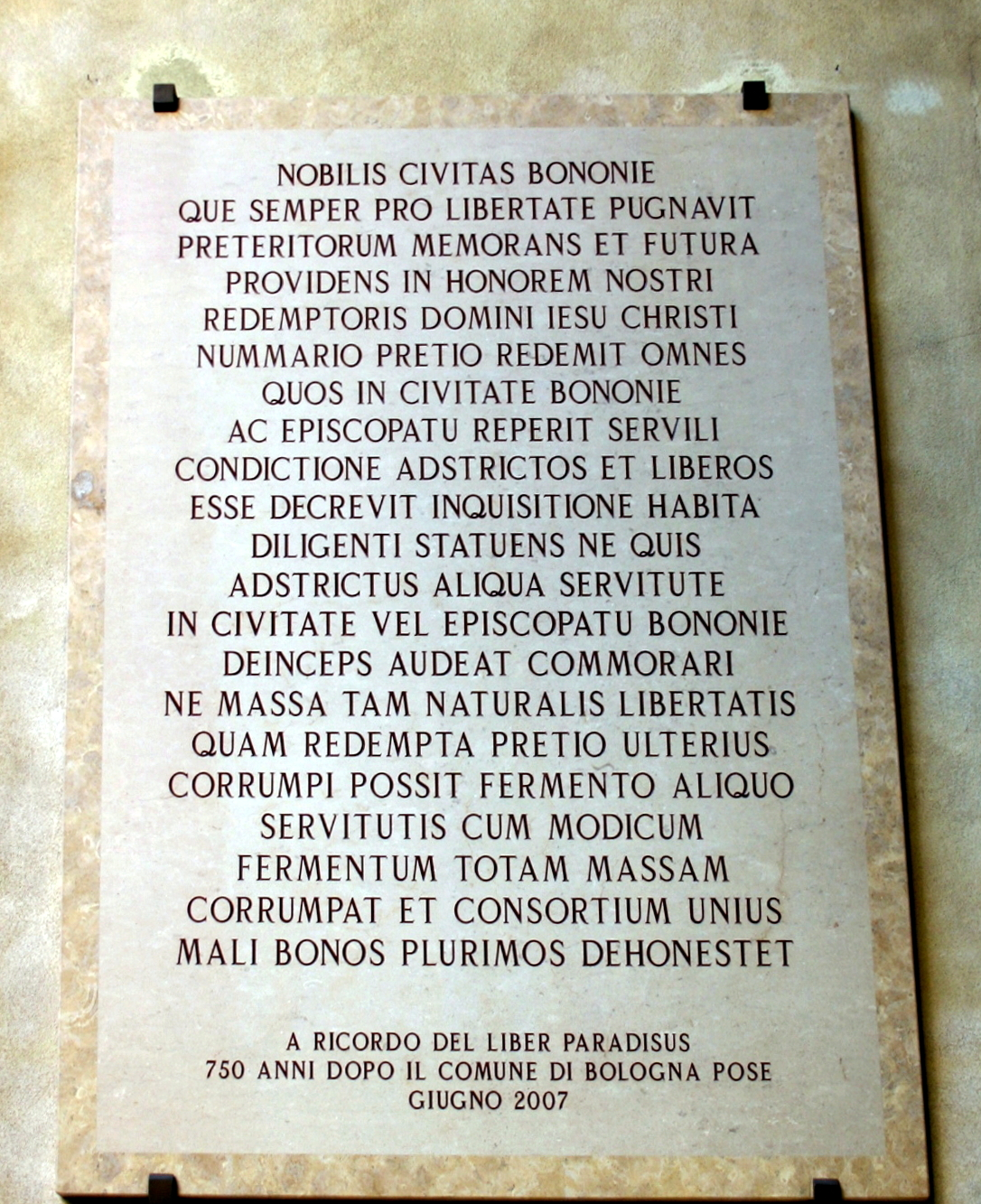
Die Tafel vom Liber Paradisus, im Palazzo d'Accursio in der Stadt Bologna, Italien. Zum ersten Mal (1256) wurde mit dieser Tafel die Abschaffung der Leibeigenschaft festgesetzt.

### Italien
Erstmals wurde Leibeigenschaft 1256 in der Stadt Bologna abgeschafft, wie mit dem Liber Paradisus im Palazzo d'Accursio nachgewiesen wird.

### Frankreich
Hier wurde die Leibeigenschaft mit dem Beginn der Französischen Revolution 1789 endgültig abgeschafft. Zuvor war sie in der Domaine royal bereits 1779 aufgehoben worden. Schon vorher, in der Reunionszeit (1681–1697) Ludwigs XIV., ergriff die französische Verwaltung zahlreiche Maßnahmen, um die eroberten Gebiete wieder aufzubauen und an Frankreich anzugleichen. Während die Landesherrschaften und die Grundherren geschwächt wurden, sollte die Bevölkerung durch Erleichterungen an Frankreich gebunden werden. Mit dem Erlass vom 5. Januar 1685 wurde die Leibeigenschaft und die mit ihr verbundene Loskaufpflicht aufgehoben. Damit sollte auch die Freizügigkeit hinsichtlich der Ansiedelung und Verheiratung junger Menschen gefördert werden. Ebenso sollten die Frondienste um drei Viertel sowie die herrschaftlichen Weiderechte auf ein Viertel des vorhandenen Weidelandes verringert werden.

### Österreich
In den Kronländern der Donaumonarchie gab es große Unterschiede in Hinblick auf die Leibeigenschaft – während die Bauern in Tirol und in den gebirgigen Gegenden Vorarlbergs viele Freiheiten hatten und es in Kärnten, Krain, der Steiermark und Istrien auch Traditionen freier Bauern (Edlinger) gab, war Leibeigenschaft besonders in Böhmen, Mähren, Schlesien und Österreich nördlich der Donau weit verbreitet.
Bereits im Jahre 1342, siehe Großen Freiheitsbrief, waren im Tiroler Landtag alle Stände vertreten, unter ihnen auch der Bauernstand. Dies mag ein Mitgrund sein, weshalb bereits um 1500 die Leibeigenschaft in Tirol ein Randphänomen darstellte, unter der nur mehr wenige kleine Minderheiten zu leiden hatten. Zu ihnen zählten die Imster Eigenleute, welche 1563 den Landesfürsten ersuchten, sie von diesem Makel zu befreien. Vermutlich waren sie die letzten Personen in Tirol, die sich der Leibeigenschaft entledigen konnten.
Weiters wurde 1753 im Rahmen der Arbeiten zur Sammlung früherer Rechtstexte bei der Vorbereitung des Codex Theresianus durch den Bearbeiter Josef Ferdinand Holger festgehalten, dass Leibeigenschaft im Erzherzogtum Österreich niemals eingeführt worden sei. Bestimmungen über Beginn und Ende der Leibeigenschaft stünden daher in diesem Gebiet nicht in Gebrauch. Holger hält fest, dass die Landesbürger im (damaligen) Österreich als „freÿgeborne, freÿerzogene, und freÿgebliebene Menschen“ gesehen würden, weil „in Oesterreich auch zu Zeiten, wo diese Landschaft unter Römischer Bottmässigkeit gestanden“ eine „Knechtschaft“ im Sinne der römischen Unfreiheit nie eingeführt gewesen und auch nie in Übung gewesen sei. Dennoch bestehende Leistungsverpflichtungen von Bauern und anderen, nicht leibeigenen, Personen (als Grundholden bezeichnet) werden auf andere Rechtsgrundlagen wie die Grundherrlichkeit zurückgeführt.
Der Tractatus de iuribus incorporalibus sah 1679 allgemeine Grenzen für Robotbelastungen in billigem (gerechtem, angemessenem, nicht überbordendem) Umfang vor sowie Strafen für unmäßige Belastungen der Robotverpflichteten. Dieses Regelwerk, das ursprünglich nur für das Gebiet von Niederösterreich erlassen, aber auch in anderen Gebieten angewendet wurde, wird bereits als Teil der Bauernschutzgesetzgebung gesehen.
Eine wesentliche Ursache für Reformen im 18. Jahrhundert war die Hungersnot in den böhmischen Ländern in den Jahren 1770 bis 1772, eine Periode weit verbreiteter Missernten in dem ohnedies vom Siebenjährigen Krieg erschöpften Land. Als Gesamtzahl der Opfer werden 250.000 Tote genannt, ein Großteil davon auf dem Land. Dazu kamen „Beweise von einem geradezu unglaublichen und beispiellosen Bauernschinden“ in der Herrschaft Dobržisch des Fürsten Mansfeld. Dies führte (in Verbindung mit dem Verdacht der Kaiserin Maria Theresia, wonach die zuständigen Behörden Informationen nicht vollständig und rasch weiterleiten würden) dazu, dass Kaiser Josef II. persönlich eine Reise nach Böhmen unternahm, um sich ein Bild von der Situation zu machen. Die schlechte wirtschaftliche Situation verursachte eine Nahrungsmittelkrise, in deren Verlauf in den Ländern der Böhmischen Krone etwa 10–15 % der Gesamtbevölkerung an den Folgen von Hunger oder vermehrter Ausbreitung von Krankheiten starben. Es dauerte etwa 15 Jahre, bis die Bevölkerung das Niveau von vor 1771, d. h. etwa 4,5 Millionen, erreichte.
Bereits nach Bauernunruhen in Schlesien 1767 hatte Kaiserin eine Untersuchung der Lebensumstände Leibeigener angeordnet. Der damit beauftragte Ernst Freiherr von Locella kam zu dem Schluss, dass die von Leibeigenen zu leistenden Robotleistungen klar und zentral von Wien aus geregelt werden sollten. Die Zustände in Böhmen zu Beginn der 1770er-Jahre hatten weiters zu Unruhen geführt, die in einen Bauernaufstand unter der Leitung von Matěj Chvojka mündeten, der nur mit Gewalt niedergeschlagen werden konnte. Die Kaiserin und ihr Nachfolger, Joseph II., erließen mehrere Patente, in denen Höchstgrenzen für die verlangten Dienste festgelegt wurden. Bereits davor hatte es mehrere, insgesamt wenig erfolgreiche Versuche zur Regelung der Robotverpflichtungen gegeben, so das Robotpatent von Kaiser Leopold I., welches am 28. Juni 1680 ergangen war, das Robotpatent 1717 und das Robotpatent 1738 unter Kaiser Karl VI. Zudem konnten Leibeigene ab 1770 Berufung gegen die durch den Leibherrn verweigerten Heiratsbewilligungen und Loslassungen bei den Behörden einlegen. Die Aufhebung der von Josef II. getroffenen Maßnahmen durch seinen Nachfolger Leopold II. machte zwar viele Detailregelungen rückgängig (z. B. die Geldablösen, die zur Verschuldung der Bauern führen konnte), aber nicht die grundsätzliche Linie der früheren Patente, die eine Verbesserung der Situation der robotverpflichteten Bauern beabsichtigte. Diese Entwicklung setzte sich aber nur langsam durch.
Joseph II. schaffte, beginnend durch das Leibeigenschaftsaufhebungspatent für Böhmen, Mähren und Schlesien vom 1. November 1781, die Leibeigenschaft ab. 1782 wurde die Aufhebung auch für die übrigen österreichischen Länder ausgesprochen. Ehemalig leibeigene Bauern waren nun berechtigt, die Grundherrschaft zu verlassen, Familien zu gründen und sich andere Verdienstmöglichkeiten zu suchen. Mit der Neuregelung war ein Hinweis auf die Bestimmungen über die Höhe der Robotleistungen verbunden, deren Grenzen nicht überschritten werden durften. Seit dieser Zeit wurde, wie auch das österreichische Allgemeine Bürgerliche Gesetzbuch von 1812 in seinem § 16 festhält, in den habsburgischen Ländern eine Leibeigenschaft nicht mehr gestattet. Bauern, die weiter in einer Grundherrschaft lebten und arbeiteten, standen nun in einer gemäßigten Abhängigkeit der Erbuntertänigkeit zum Grundherren. Es war bei Grundstücken das „geteilte Eigentum“ möglich, bei dem ein Obereigentümer (meist der Inhaber der Grundherrschaft) das Grundstück einem Nutzungseigentümer (meist dem Bauern) überließ. Darüber konnten sogenannte Schutz- und Gewährbriefe erstellt werden, in denen auch Rahmenbedingungen (z. B. das Laudemium) geregelt waren. Solche Verträge konnten rechtlich durch Zusatzklauseln wie den Landschadenbund abgesichert werden, die bei Vertragsverletzungen eine unmittelbare Durchsetzung (Exekution) auch ohne umfangreiches vorangehendes Gerichtsverfahren möglich machten.
Die so genannte Erbuntertänigkeit wurde in Österreich auf Initiative des Reichstagsabgeordneten Hans Kudlich erst 1848 durch kaiserliche Patente aufgehoben. An die Stelle der an den Grundherren zu verrichtenden Leistungen (Abgaben, Robot etc.) traten staatliche Steuern. Grundlage dafür waren die Grundentlastungspatente vom 7. September 1848 und vom 4. März 1849. Gegen Zahlung eines bestimmten Betrages wurde dabei das freie Eigentum an Grund und Boden erworben.

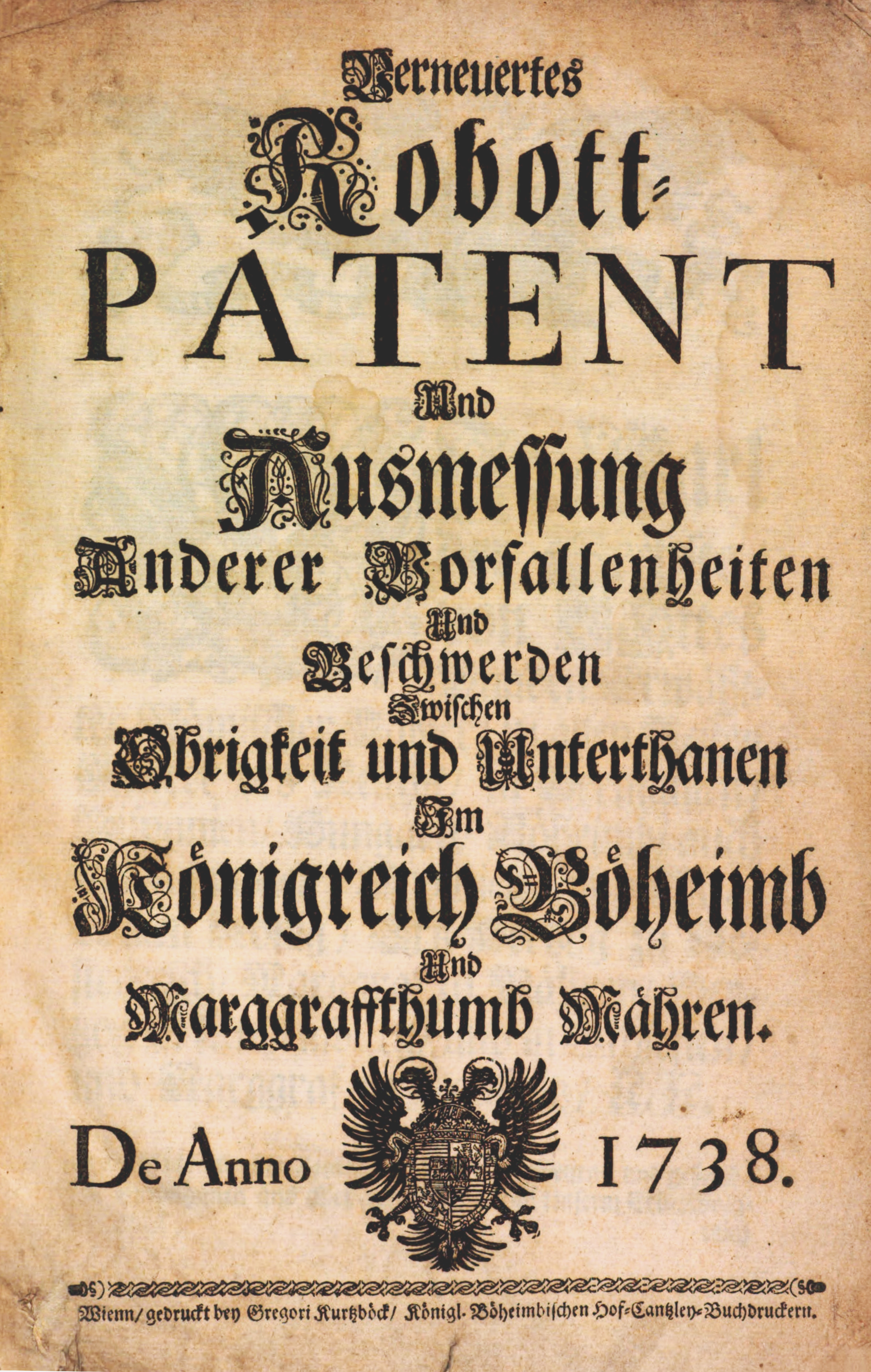
Das Robotpatent 1738 enthält grundlegende Aussagen über die Abwicklung von Robotleistungen (Rechtsbehelfe, Maßnahmen gegen Zusammenrottungen, Ausmaß von Handrobot, Zugrobot, Fußrobot etc.)
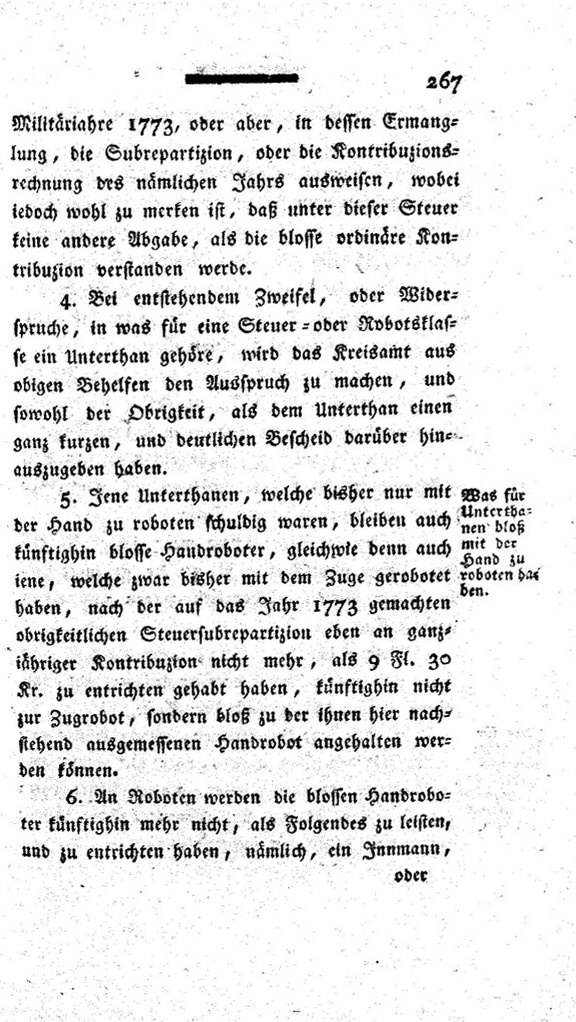
Die Robotpatente (hier: 1775) nannten Obergrenzen für Leistungen …
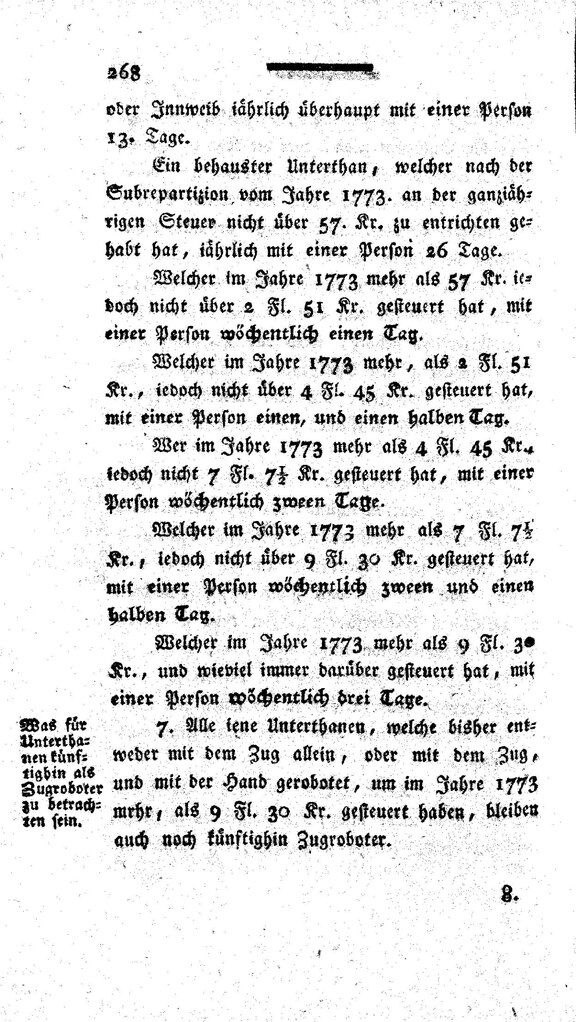
… entsprechend der wirtschaftlichen Leistungsfähigkeit
- Aufhebung der Leibeigenschaft, auf S. 76–77 in Punkt 6 der Hinweis auf die Robotgrenzen
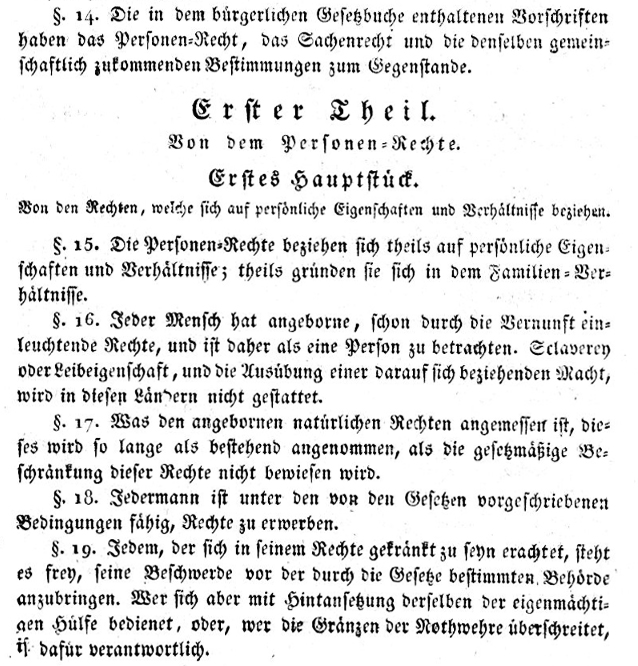
§ 16 ABGB zur endgültigen Abschaffung von Leibeigenschaft und Sklaverei in Österreich, gilt seit 1812
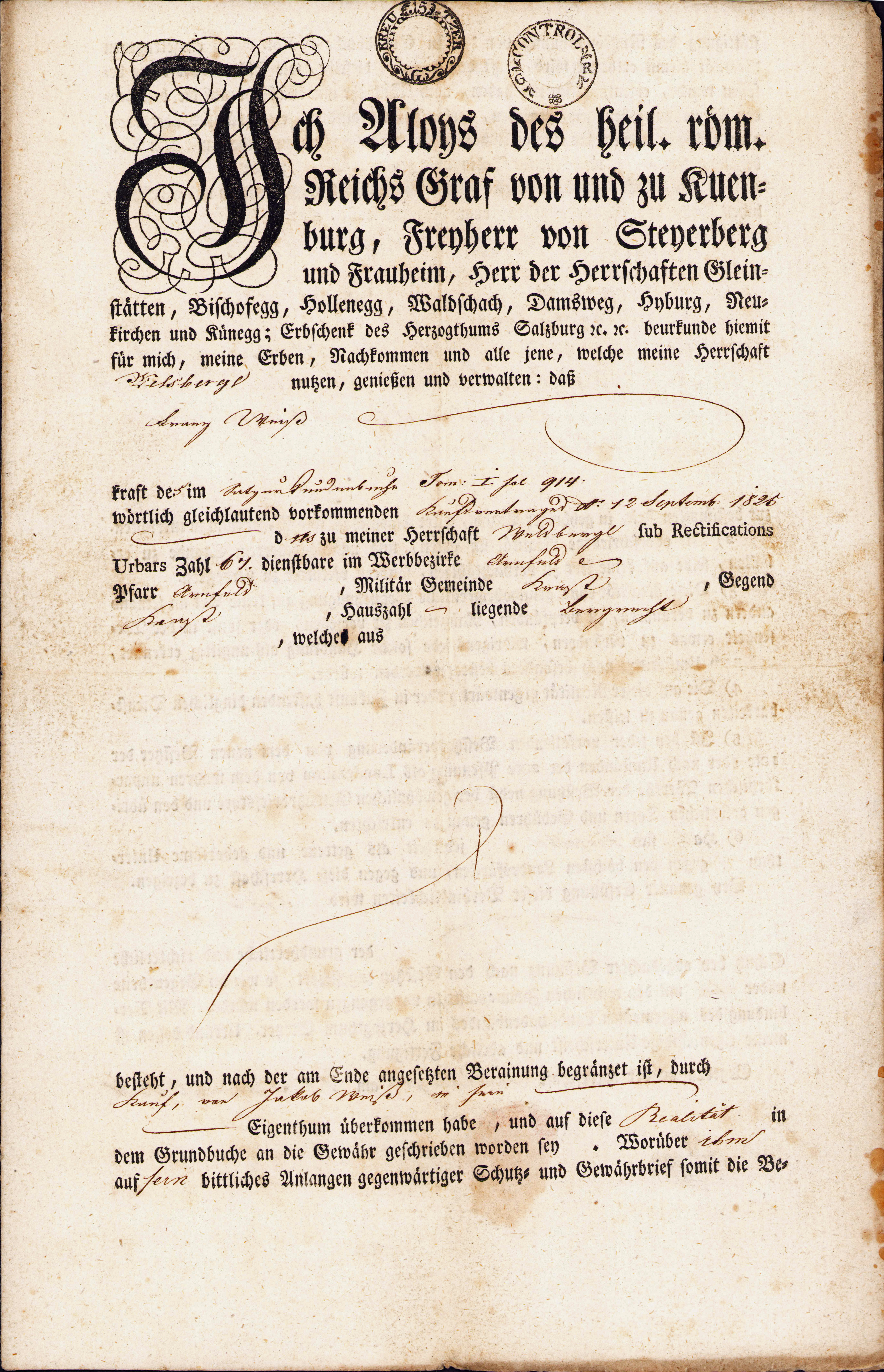
Dokument im Rahmen der gemäßigten Erbuntertänigkeit: Schutz- und Gewährbrief des Jahres 1825 aus der Steiermark
Leistungspflichten des Bauern während der Zeit der Erbuntertänigkeit nach dem Schutz- und Gewährbrief 1825
Aufhebung der Untertänigkeit in Österreich, gemeinsam mit der Grundentlastung 1848
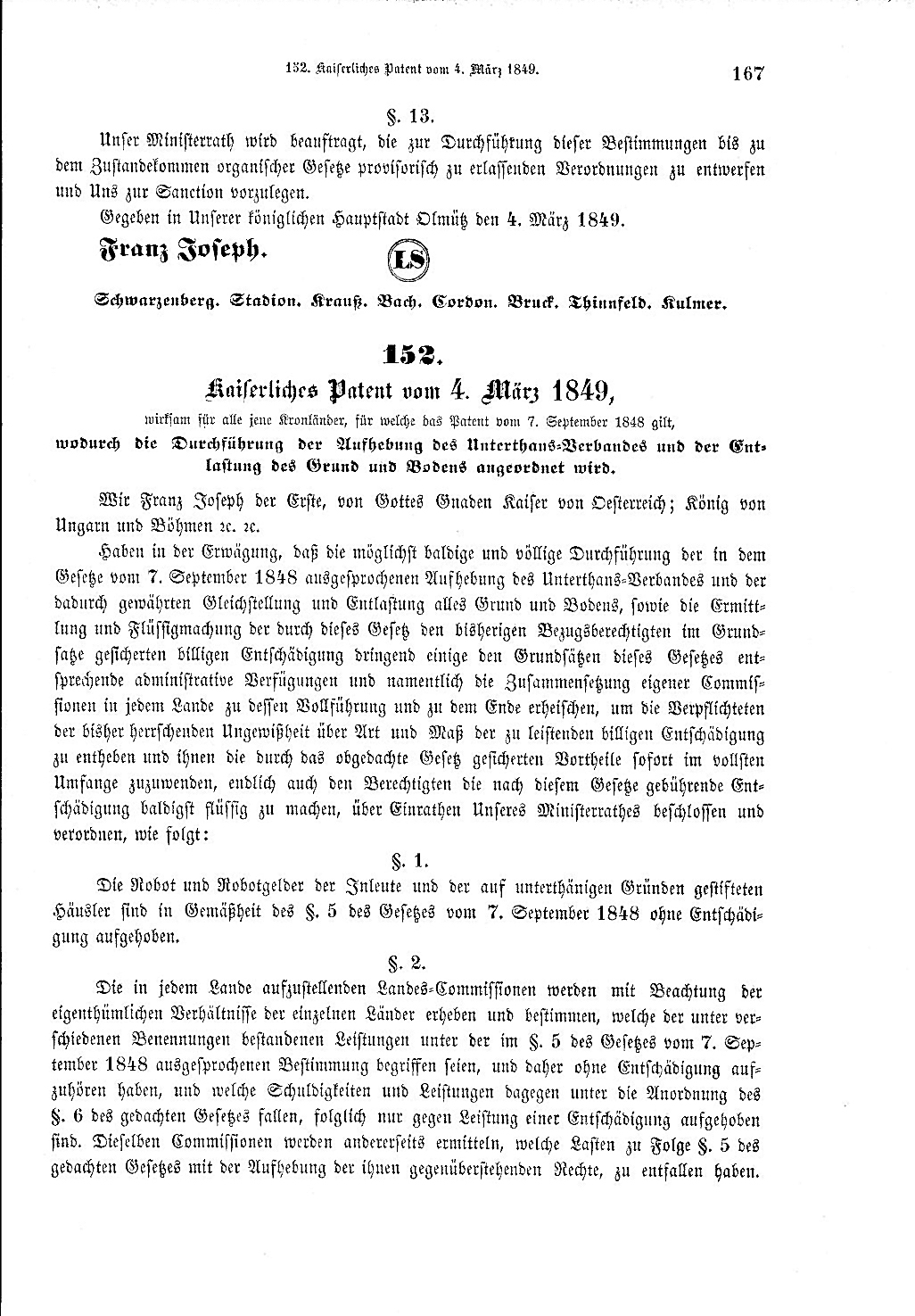
Erste Seite des Grundentlastungspatents vom 4. März 1849 u. a. mit ersatzloser Aufhebung von Robotleistungen
Die Grundentlastung beruhte auf einem behördlichen Verfahren
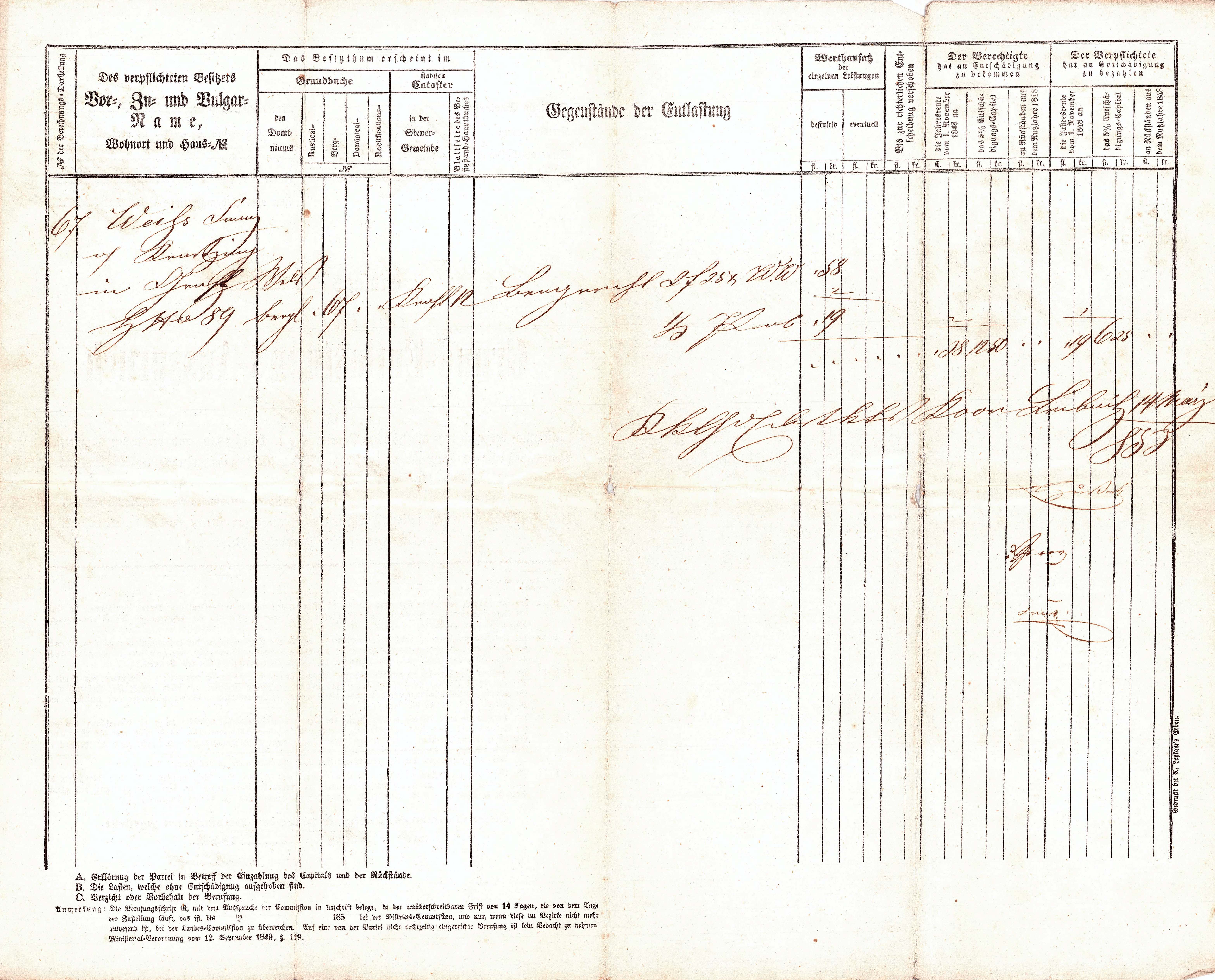
Berechnungsblatt zur Grundentlastung eines Bauernhofes in der Steiermark

### Russland

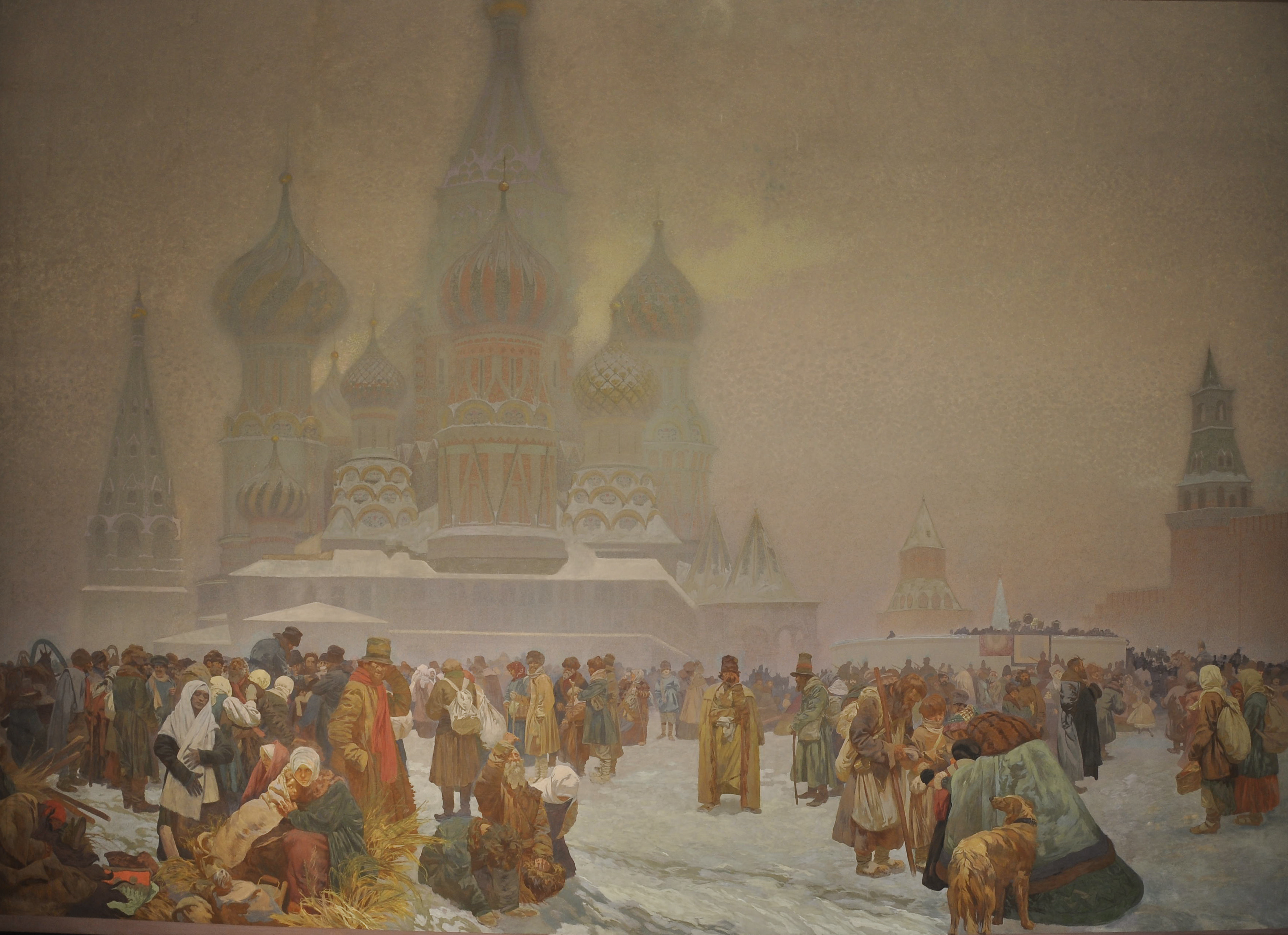
Die Abschaffung der Leibeigenschaft in Russland (Bild von 1914 aus dem Slawischen Epos von Alfons Mucha)

In Russland begann die Leibeigenschaft sich ab 1601 durchzusetzen, nachdem Zar Boris Godunow die Bewegungsfreiheit der Bauern eingeschränkt hatte. Schon 1606 kam es unter Iwan Issajewitsch Bolotnikow zu einem großen Bauernaufstand gegen die Leibeigenschaft. Aber erst unter Peter I. wurde sie 1723 auf eine gesetzliche Grundlage gestellt, die – wie vieles in Peters Gesetzgebung – im Wesentlichen auf einem westeuropäischen Modell beruhte. Unter Katharina der Großen im späten 18. Jahrhundert verschärfte sich die Situation für die Bauern nochmals; die Leibeigenschaft wurde nun auch auf die bisher noch freien Bauern auf Gebieten der heutigen Ukraine ausgeweitet.
Im Gegensatz zu den meisten westeuropäischen Formen der Leibeigenschaft waren die russischen Leibeigenen nur nach dem Willen ihres Herrn an die Scholle gebunden. Wollte er anders, konnten sie auch ohne Grund und Boden verkauft werden. Vereinzelt gelang es Leibeigenen, sich freizukaufen, wie etwa im Falle des Goldschmieds Pawel Akimowitsch Owtschinnikow. Erst unter dem Reformzaren Alexander II. wurde die Leibeigenschaft der abwertend als „Muschiki“ bezeichneten Bauern am 19. Februarjul. / 3. März 1861greg. abgeschafft, etwa 50 Jahre später als in Westeuropa und in den zwar unter russischer Herrschaft, aber unter der Verwaltung des deutschbaltischen Adels stehenden Ostseegouvernements. Oft folgte hierauf keine Freiheit für die Bauern, sondern eine verschärfte wirtschaftliche Abhängigkeit (Schuldenfalle), jedoch ohne dass sie den alten Rechtsschutz genossen. Diese Situation wurde nie zufriedenstellend gelöst und wurde zu einer der Ursachen für den Erfolg der Oktoberrevolution.